# Lithiumbis(trifluormethylsulfonyl)amid
Lithiumbis(trifluormethylsulfonyl)amid ist das Lithiumsalz des Bis(trifluormethansulfonyl)amids mit der Summenformel LiC2NO4F6S2. Es wird unter anderem in Lithium-Ionen-Akkus als Elektrolyt verwendet. Außerdem wird es in der Synthese von ionischen Flüssigkeiten als Quelle des Bistriflimid-Anions verwendet.